# Flux (motorfiets)
Flux is een historisch motorfietsmerk.
De bedrijfsnaam was: Flux Kraftrad GmbH, Berlin.
Het Duitse merk Flux bouwde lichte motorfietsen met 198cc-tweetaktmotor. Toen de productie in 1923 begon kwamen er honderden van dergelijke kleine motorfietsmerken op de markt. Ze konden voorzien in de behoefte aan lichte en goedkope vervoermiddelen, maar honderden fabrikanten (waarvan tientallen in Berlijn) kwamen tegelijk op hetzelfde idee. De meeste overleefden de concurrentiestrijd niet, ook om dat fabrikanten van militaire producten, zoals de vliegtuigmotorenfabriek BMW en de ontstekerfabrikant Zündapp door het Verdrag van Versailles gedwongen werden ander emplooi te vinden en zich ook op de motorfietsmarkt richtten. Flux moest de productie al in 1924 beëindigen.